# 노포아
노포아(老炮儿, Mr. Six)는 중국에서 제작된 관호 감독의 2015년 액션, 코미디 영화이다. 펑샤오강 등이 주연으로 출연하였다.

## 출연

### 주연
- 펑샤오강
- 이역봉
- 장한위
- 허청
- 크리스